# Krzysztofa
Krzysztofaⓘ – żeński odpowiednik imienia Krzysztof o pochodzeniu greckim.
Imię rzadkie, czym odróżnia się od męskiego oryginału, który jest drugim najczęściej wybranym imieniem męskim w Polsce o liczbie nadań równej 641406. W styczniu 2024 r. w rejestrze PESEL, wśród publicznie dostępnych danych dotyczących osób żyjących, wykazano 2253 kobiet o imieniu Krzysztofa nadanym jako imię pierwsze oraz 1319 kobiet noszących imię Krzysztofa jako imię drugie.
Krzysztofa imieniny obchodzi: 25 lipca.

## Kobiety o imieniu Krzysztofa
- Krzysztofa Borowiec – nauczycielka.